# Luigi Allemandi
Luigi Allemandi (San Damiano Macra, 8 november 1903 – Pietra Ligure, 25 september 1978) was een Italiaans voetballer. Hij behoorde tot de selectie die het Wereldkampioenschap voetbal 1934 won voor Italië.

## Carrière

### Club
Allemandi begon als jonge speler bij GC Legnanesi in 1919. In 1921 ging de club op in AC Legnano, die actief was in de Prima Divisione, de toenmalige hoogste divisie in Italië. Na in totaal zes seizoenen in Legnano werd hij in 1925 aangetrokken door Juventus FC, waar hij in zijn eerste seizoen de landstitel zou winnen. In het daaropvolgende seizoen speelde Allemandi op een andere manier een belangrijke rol in de titelstrijd. Tijdens de eindronde van het seizoen 1926-1927 werd hij benaderd door bestuurders van Torino FC, die hem een som geld beloofden indien hij slecht zou spelen in hun onderlinge wedstrijd, gezien Juventus de titel al niet meer kon winnen. Torino werd uiteindelijk landskampioen, al werd de titel later nog ontnomen door de Italiaanse voetbalbond omwille van dit omkoopschandaal. Om deze reden werd ook Allemandi verboden om nog voor een Turijnse club te spelen, wat zijn transfer naar FC Internazionale Milano zou inluiden. Hij speelde acht seizoenen voor deze club, waarmee hij één keer landskampioen werd. Na nog enkele korte passages bij AS Roma, SSC Venezia en SS Lazio, beëindigde hij zijn spelerscarrière in 1939.

### Nationale ploeg
Op 4 november 1925 debuteerde Allemandi voor het Italiaans voetbalelftal in een vriendschappelijke wedstrijd tegen Joegoslavië. Tijdens het Wereldkampioenschap voetbal 1934 speelde hij alle vijf wedstrijden voor Italië, wat hen uiteindelijk hun eerste wereldtitel zou opleveren. Hij zou uiteindelijk 24 wedstrijden voor het nationale elftal spelen.

## Erelijst
| Competitie         |             |             |             |             |
| Competitie         | Aantal      | Jaren       |             |             |
| Juventus FC        | Juventus FC | Juventus FC | Juventus FC | Juventus FC |
| ------------------ | ----------- | ----------- | ----------- | ----------- |
| Italiaans kampioen | 1x          | 1925-26     |             |             |
| Internazionale     |             |             |             |             |
| Italiaans kampioen | 1x          | 1929-30     |             |             |
| Italië             |             |             |             |             |
| Wereldkampioen     | 1x          | 1934        |             |             |